# أوليفر تايلور (لاعب كرة قدم)
أوليفر تايلور (بالإنجليزية: Oliver Taylor)‏ هو لاعب كرة قدم ومدرب كرة قدم بريطاني، ولد في 1869 في ويلز في المملكة المتحدة، وتوفي في 1945.